# Ārangaon
Ārangaon är en ort i Indien.   Den ligger i distriktet Ahmednagar och delstaten Maharashtra, i den centrala delen av landet, 1 100 km söder om huvudstaden New Delhi. Antalet invånare är 29 591.